# Heteralonia cosmoptera
Heteralonia cosmoptera är en tvåvingeart som först beskrevs av Mario Bezzi 1924.  Heteralonia cosmoptera ingår i släktet Heteralonia och familjen svävflugor. Inga underarter finns listade i Catalogue of Life.